# Julia (язык программирования)
Julia — высокоуровневый свободный язык программирования с динамической типизацией, созданный для математических вычислений. Эффективен также и для написания программ общего назначения. Синтаксис языка схож с синтаксисом других математических языков (например, MATLAB и Octave), однако имеет некоторые существенные отличия. Julia написан на Си, C++ и Scheme. Имеет встроенную поддержку многопоточности и распределённых вычислений, реализованные в том числе в стандартных конструкциях.
Язык является динамическим, при этом поддерживает JIT-компиляцию (JIT-компилятор на основе LLVM входит в стандартный комплект), благодаря чему, по утверждению авторов языка, приложения, полностью написанные на языке (без использования низкоуровневых библиотек и векторных операций) практически не уступают в производительности приложениям, написанным на статически компилируемых языках, таких как Си или C++. Большая часть стандартной библиотеки языка написана на нём же.
Поддерживается перегрузка функций и операторов (которые фактически также являются функциями), при этом опционально можно указывать тип для аргументов функции, чего обычно нет в динамически типизируемых языках. Это позволяет создавать специализированные варианты функций и операторов для ускорения вычислений. Наиболее подходящий вариант функции выбирается автоматически в процессе выполнения. Также благодаря перегрузке операторов можно создавать новые типы данных, которые ведут себя подобно встроенным типам.

## История
В 2009 году Стефан Карпински (Stefan Karpinski), Вирал Шах, Джефф Безансон начали обсуждать концепцию нового языка для преодоления ограничений математического пакета Matlab и языка «R». Для выбора имени нового языка, как пояснял ведущий разработчик Стефан Карпински, «особой причины не было», разработчикам просто «понравилось это имя». Первая открытая версия была опубликована в феврале 2012.

## Идеология
Основной задачей при создании была разработка универсального языка, способного работать с большим объёмом вычислений и при этом гарантировать максимальную производительность. Поскольку большой объём вычислений выполняется именно в облачных средах, то в языке была сразу реализована поддержка облаков и параллельного программирования как замена механизму MPI.
В языке была изначально реализована модель построения больших параллельных приложений, основанная на глобальном распределенном адресном пространстве. Такая модель подразумевает возможность производить операции (в том числе и их передачу между машинами) со ссылкой на объект, расположенный на другой машине, также участвующей в вычислениях. Этот механизм позволяет отслеживать, какие вычисления на каких системах выполняются, а также подключать к производимым вычислениям новые машины.

#### Ключевые особенности языка
- мультиметод: обеспечивает возможность определять поведение функции в зависимости от типа передаваемых аргументов;
- динамическая типизация (опциональная возможность явного указания типов);
- производительность, сравнимая со статически типизированными языками, такими как Си;
- встроенная система управления пакетами;
- макросы и другие возможности метапрограммирования;
- вызов Python-функций при помощи PyCall
- вызов си-функций напрямую: без дополнительных надстроек и API;
- богатые возможности для управления другими процессами;
- поддержка параллельных и распределённых вычислений;
- сопрограммы: легковесные зелёные потоки;
- возможность определять дополнительные типы, не уступающие в скорости и удобстве встроенным;
- удобные и расширяемые преобразования для числовых и других типов;
- поддержка Юникода, включающая UTF-8 (но не ограничивающаяся им);
- все библиотеки Julia — это модули, модули объединяют в пакеты (для управления пакетами есть модуль «Pkg»), для каждого пакета есть файл проекта «Project.toml» с описанием проекта и зависимостей в формате «.toml».

## Примеры
Пример функции:
```
function
 
mandel
(
z
;
 
maxiter
 
=
 
80
)

    
c
 
=
 
z

    
for
 
n
 
=
 
1
:
maxiter

        
abs
(
z
)
 
>
 
2
 
&&
 
return
 
n
-
1

        
z
 
=
 
z
^
2
 
+
 
c

    
end

    
maxiter

end

function
 
randmatstat
(
t
)

    
n
 
=
 
5

    
w
 
=
 
v
 
=
 
zeros
(
t
)

    
for
 
i
 
=
 
1
:
t

        
a
 
=
 
randn
(
n
,
n
)

        
b
 
=
 
randn
(
n
,
n
)

        
c
 
=
 
randn
(
n
,
n
)

        
d
 
=
 
randn
(
n
,
n
)

        
P
 
=
 
[
a
 
b
 
c
 
d
]

        
Q
 
=
 
[
a
 
b
;
 
c
 
d
]

        
v
[
i
]
 
=
 
trace
((
P
.'*
P
)
^
4
)

        
w
[
i
]
 
=
 
trace
((
Q
.'*
Q
)
^
4
)

    
end

    
std
(
v
)
/
mean
(
v
),
 
std
(
w
)
/
mean
(
w
)

end

```

Пример параллельного вычисления 100.000.000 результатов случайного подбрасывания монеты:
```
nheads
 
=
 
@
parallel
 
(
+
)
 
for
 
i
=
1
:
100000000

  
randbit
()

end

```

## Графическая реализация
В декабре 2011 года Стефан Бойер предложил идею графической реализации языка, которая облегчит работу с ним математикам и другим учёным, не обладающими навыками программирования и работы в Unix-средах. Идея Бойера заключалась в переходе от отправки команд вычислительному кластеру к простой работе с браузером. При этом, клиентская часть, реализующая в том числе и графический интерфейс и платформу для построения графиков, может быть реализована при помощи таких современных (на тот момент) технологий как HTML5, SVG и AJAX.

Для реализации своей идеи Бойер использовал серверную часть, написанную на языке Julia, которая при помощи специального менеджера сессий протокола SCGI взаимодействует с веб-сервером на базе lighttpd. Подобный подход позволил довольно несложным путём реализовать концепцию REPL, обладающую следующими возможностями: построение графиков на основе вычислений функций, одномерных массивов и наборов точек любого числового типа; удобство работы со средой (автоматическое определение размера окон и так далее); расширяемость и кросс-платформенность между браузерами. Функции для построения графиков в такой среде могут задаваться несколькими способами: 
```
plot
(
sin
,
 
-
pi
,
 
pi
)
  
% или plot([0.0, 0.1, 0.4, 0.3, 0.4])

```

Julia Studio — первая настольная интегрированная среда разработки для Julia, впоследствии её заменила среда Juno, являющаяся надстройкой над текстовым редактором Atom. Поддерживают джулию также Geany, Jupyter, JuliaDT (Eclipse plugin) и др.